# Penicillidia oceanica
Penicillidia oceanica är en tvåvingeart som först beskrevs av Jacques-Marie-Frangile Bigot 1885.  Penicillidia oceanica ingår i släktet Penicillidia och familjen lusflugor. Inga underarter finns listade i Catalogue of Life.